# 劉子元
劉 子元（りゅう しげん、大明2年(458年) - 泰始2年8月24日(466年9月19日)）は、南朝宋の皇族。邵陵王。孝武帝劉駿の十三男。字は孝善。

## 経歴
劉駿と史昭儀のあいだの子として生まれた。大明6年（462年）3月、邵陵王に封じられた。大明8年（464年）、度支校尉・秦南沛二郡太守となった。冠軍将軍・南琅邪泰山二郡太守に転じた。景和元年（465年）8月、湘州刺史に任じられた。赴任する途中、晋安王劉子勛が反乱を起こしたため、子元は尋陽に留まって劉子勛に加担することとなった。撫軍将軍の号を受けた。泰始2年（466年）8月、劉子勛が敗れると、子元も捕らえられて、殺害された。

## 伝記資料
- 『宋書』巻80 列伝第40
- 『南史』巻14 列伝第4